# San Felipe el Porvenir
San Felipe el Porvenir är en ort i Mexiko.   Den ligger i kommunen San Juan Juquila Vijanos och delstaten Oaxaca, i den sydöstra delen av landet, 400 km sydost om huvudstaden Mexico City. San Felipe el Porvenir ligger 1 358 meter över havet och antalet invånare är 495.
Terrängen runt San Felipe el Porvenir är mycket bergig. Runt San Felipe el Porvenir är det ganska glesbefolkat, med 26 invånare per kvadratkilometer. Närmaste större samhälle är San Ildefonso Villa Alta, 11,6 km öster om San Felipe el Porvenir. I omgivningarna runt San Felipe el Porvenir växer i huvudsak städsegrön lövskog.